# Hendrik III van Virneburg

Wapen van aartsbisschop Hendrik III van Virneburg.

Hendrik III van Virneburg (ca. 1295 - 21 december 1353) was aartsbisschop en keurvorst van Mainz (1328/1337-1346/1353).
Hendrik was een zoon van graaf Ruprecht II van Virneburg (overleden voor 1308) en diens vrouw Kunigunde van Niewenaar en een neef van de aartsbisschop van Keulen, Hendrik II van Virneburg, wiens invloed bij paus Johannes XXII doorslaggevend was voor de pauselijke benoeming van zijn neef tot aartsbisschop van Mainz. Het domkapittel van Mainz had echter al de aartsbisschop van Trier, Boudewijn van Luxemburg, tot opvolger van de overleden Matthias van Buchegg verkozen, met wie Hendrik tot in 1336 een bittere strijd om het aartsbisdom voerde. Pas in 1336 werd hij algemeen erkend.
Hendrik werd als een aanhanger van de keizer Lodewijk de Beier beschouwd. Dit leidde tot spanningen met paus Benedictus XII. In 1338 vond in Mainz een provinciale synode plaats, tijdens dewelke Hendrik tussen de paus en de keizer wenst te bemiddelen. Hij schreef op 27 maart 1338 een toelichting naar de Romeinse Curie, maar de bemiddelingspoging mislukte. In de Thüringse gravenoorlog stond hij vanaf 1342 hij aan de kant van de tegen het Huis Wettin vechtende graaf.
In 1346 werd Hendrik omwille van zijn partijkiezen voor keizer Lodewijk IV door paus Clemens VI afgezet, die er in dit jaar in slaagde de verkiezing van Karel IV tot Rex Romanorum erdoor te krijgen om zo in de strijd met Lodewijk de Beier zegerijk te blijven. Clemens benoemde nu op 7 april 1346 in zijn plaats Gerlach van Nassau tot nieuwe aartsbisschop van Mainz. Nadat het jaar daarop keizer Lodewijk was overleden, nam Hendriks politiek belang af. Toch wist hij zich in Mainz tot aan zijn dood te handhaven, vooral dankzij de krachtdadige ondersteuning door zijn domproost Kuno II van Falkenstein, in voortdurende strijd met Gerlach.
De nieuwe schisma van Mainz had behoorlijk negatieve gevolgen voor de territoriale politiek van het keurvorstendom. Landgraaf Hendrik II van Hessen koos partij voor Gerlach van Nassau en versloeg in 1347 op beslissende wijze een leger van Hendrik tussen Fritzlar en Gudensberg in het noorden van Hessen. Na deze nederlaag moest het keurvorstendom Mainz in 1353, nadat Hendrik van Virneburg was overleden, zijn Hessische bezit als lenen van de landgraven erkennen: slechts Fritzlar, Amöneburg en Naumburg bleven over als allodia.
Hendrik werd in de dom van Mainz bijgezet.